# Pee Mak
Pour plus de détails, voir Fiche technique et Distribution.
Pee Mak (thaï : พี่มาก), du nom original complet Pee Mak… Phra Khanong (en thaï : พี่มาก..พระโขนง), est un film de fantômes thaïlandais, réalisé par Banjong Pisanthanakun et sorti en 2013.
L'histoire est une adaptation de la légende du Mae Nak Phra Khanong (en) (Madame Nak, fantôme de Phra Khanong),, dont le folklore thaï (en) revendique l'origine véridique,.

## Synopsis
Durant la période Rattanokosin, Mak (Mario Maurer) est contraint de quitter sa femme Nak (Davika Hoorne), alors enceinte, pour joindre le front.
Il y fait la connaissance de quatre autres soldats, Aey (Kantapat Permpoonpatcharasuk), Ter (Nuttapong Chartpong), Shin (Wiwat Kongrasri) et Puak (Pongsathorn Jongwilak).
Pendant ce temps, Nak souffre terriblement pour mettre au monde leur enfant.
Ils restent amis lorsque la guerre prend fin, et Mak les invite à passer quelques jours chez lui, à Phra Khanong, où sa femme l'attend.
Quand les quatre amis de Mak font la connaissance de Nak, ils sont partagés entre la grande beauté de celle-ci et les rumeurs qui courent dans le village selon lesquelles Nak serait morte et donc un fantôme, à l'insu de Mak.

## Fiche technique
- Titre international : Pee Mak
- Titre original : พี่มาก..พระโขนง
- Réalisation : Banjong Pisanthanakun
- Producteur : Jira Maligool, Wunrudee PongSitthisuk (Vanridee Pongsittisak)[5], Chenchonnee Suntonsaratoon, Suwimon Dechasupinun, Phrarn Thadaweerawutar
- Scénario : Chantavit Dhanasevi, Nontra Kumwong, Banjong Pisanthanakun
- Photographie : นฤพล โชคคณาพิทักษ์
- Musique : Sahtshine Pongpraphapunt, Hua Lampong Riddim
- Budget : ฿65 million
- Durée : 115 minutes
- Pays :  Thaïlande
- Langue : Thaï
- Couleur : Couleur
- Date de sortie : 28 mars 2013[6] en Thaïlande

## Distribution

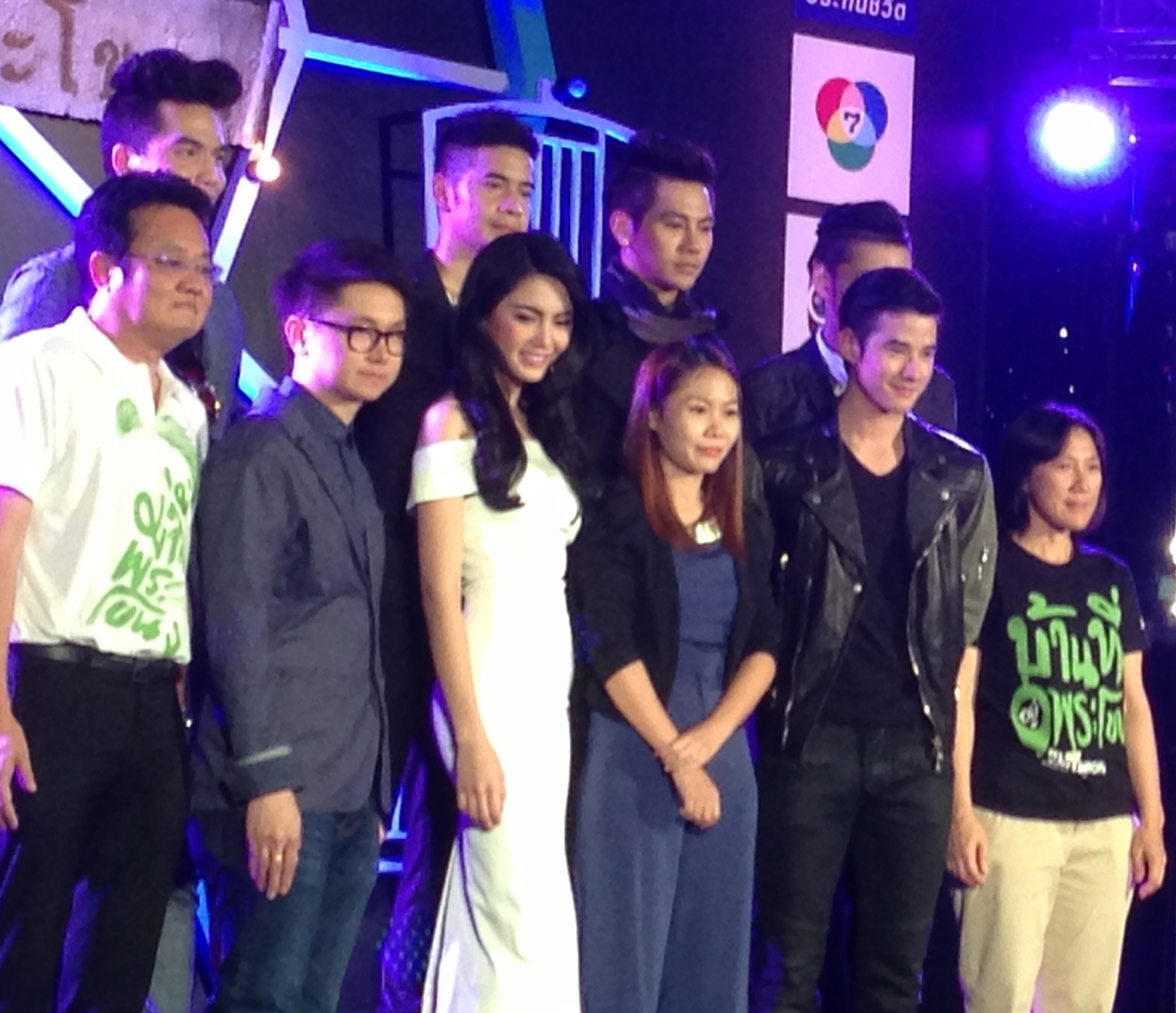
Conférence de presse de Pee Mak en mars 2013.

- Davika Hoorne (Nak) à la conférence de presse de Pee Mak en 2013Mario Maurer : Mak (พี่มาก)
- Davika Hoorne : Nak (นาค)

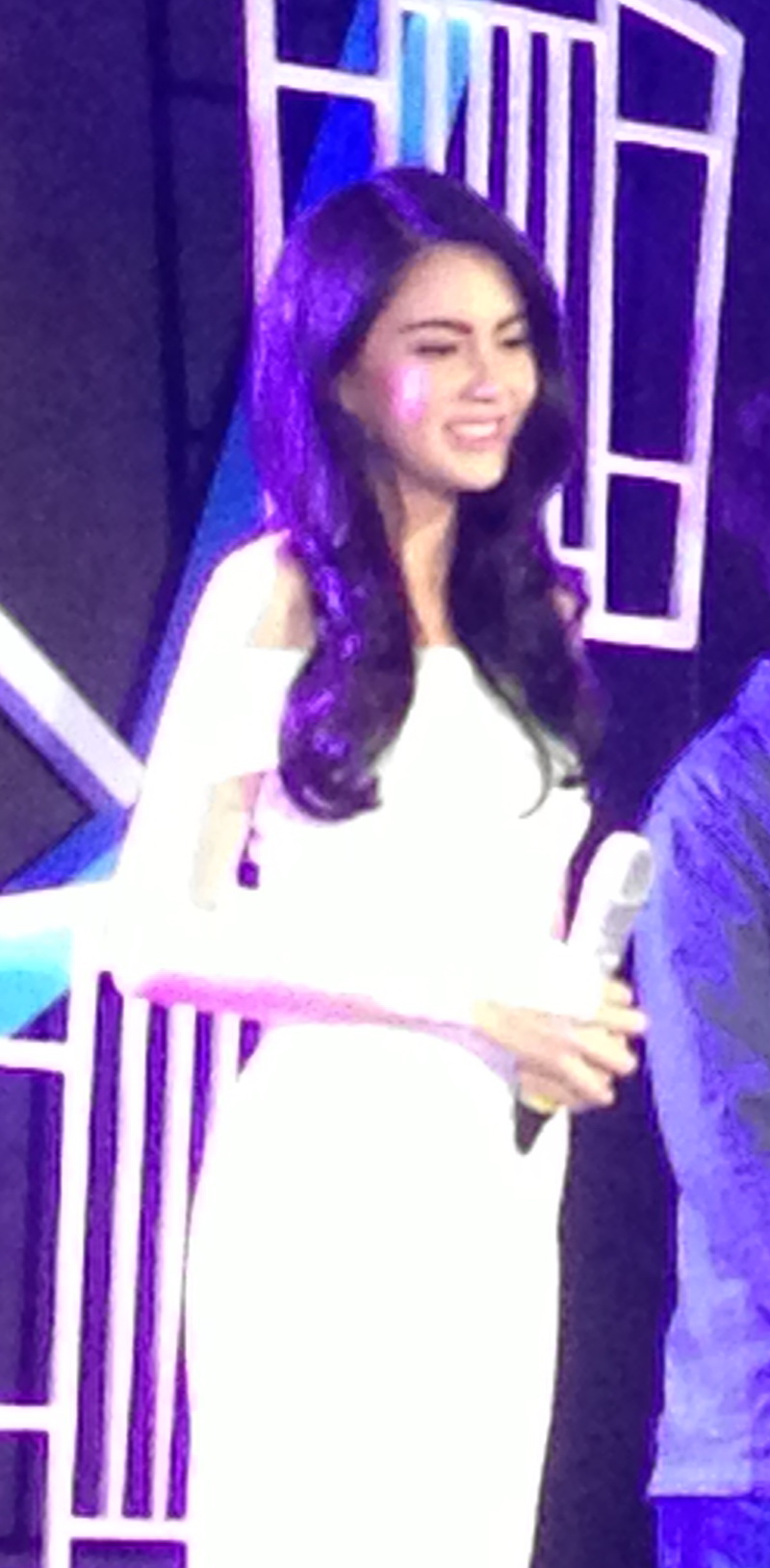
Davika Hoorne (Nak) à la conférence de presse de Pee Mak en 2013

- Kantapat Permpoonpatcharasuk : Aey (เอ)
- Nuttapong Chartpong : Ter (เต๋อ)
- Wiwat Kongrasri : Shin (ชิน)
- Pongsathorn Jongwilak : Puak (เผือก)

## Prix et reconnaissance
| Année | Prix                                                | Catégorie                                                    | Nominations                                                                               | Résultat |
| ----- | --------------------------------------------------- | ------------------------------------------------------------ | ----------------------------------------------------------------------------------------- | -------- |
| 2013  | Star Party TV Pool Awards                           | Teen Idol Actress Award                                      | Davika Hoorne                                                                             | Lauréat  |
| 2013  | Siam Dara Star Awards                               | Meilleur film                                                | Pee Mak                                                                                   | Nommé    |
| 2013  | Siam Dara Star Awards                               | Meilleur réalisateur                                         | Banjong Pisanthanakun                                                                     | Nommé    |
| 2013  | Siam Dara Star Awards                               | Meilleure actrice                                            | Davika Hoorne                                                                             | Lauréate |
| 2013  | Siam Dara Star Awards                               | Star féminine la plus populaire                              | Davika Hoorne                                                                             | Nommée   |
| 2013  | Siam Dara Star Awards                               | Meilleur acteur                                              | Mario Maurer                                                                              | Lauréat  |
| 2013  | Siam Dara Star Awards                               | Star masculine la plus populaire                             | Mario Maurer                                                                              | Nommé    |
| 2013  | Siam Dara Star Awards                               | Prix de la meilleure scène                                   | Kantapat Permpoonpatcharasuk, Nattapong Chartpong, Wiwat Kongrasri & Pongsatorn Jongwilak | Lauréats |
| 2013  | Seventeen Choice Awards                             | Beaux mecs de l'année                                        | Mario Maurer                                                                              | Lauréat  |
| 2013  | Seventeen Choice Awards                             | Belles filles de l'année                                     | Davika Hoorne                                                                             | Lauréate |
| 2013  | 56e Asia-Pacific Film Festival                      | Meilleur directeur artistique                                | Arkadech Kaewkotara                                                                       | Nommé    |
| 2013  | OK! Awards                                          | Spotlight Award                                              | Pee Mak                                                                                   | Lauréat  |
| 2013  | Kerd Awards                                         | Prix « Né pour être célèbre »                                | Davika Hoorne                                                                             | Nommée   |
| 2013  | Kerd Awards                                         | Prix « Né pour être le meilleur »                            | Davika Hoorne                                                                             | Lauréat  |
| 2013  | Kerd Awards                                         | Prix « Né pour être ensemble »                               | Mario Maurer & Davika Hoorne                                                              | Nommés   |
| 2013  | Kerd Awards                                         | Prix « Né pour être un comédien »                            | Kantapat Permpoonpatcharasuk, Nattapong Chartpong, Wiwat Kongrasri & Pongsatorn Jongwilak | Lauréats |
| 2013  | Kerd Awards                                         | « Kerd » de l'année                                          | Mario Maurer                                                                              | Lauréat  |
| 2013  | 11es Starpics Thai Films Awards                     | Meilleur film                                                | Pee Mak                                                                                   | Nommé    |
| 2013  | 11es Starpics Thai Films Awards                     | Meilleur réalisateur                                         | Banjong Pisanthanakun                                                                     | Nommé    |
| 2013  | 11es Starpics Thai Films Awards                     | Meilleur acteur                                              | Mario Maurer                                                                              | Nommé    |
| 2013  | 11es Starpics Thai Films Awards                     | Meilleur acteur de second rôle                               | Pongsatorn Jongwilak                                                                      | Nommé    |
| 2013  | 11es Starpics Thai Films Awards                     | Meilleur metteur en scène                                    | Nontra Kumwong, Banjong Pisanthanakun, Chantavit Dhanasevi                                | Nommés   |
| 2013  | 11es Starpics Thai Films Awards                     | Meilleur montage                                             | Tummarut Sumetsuppasok                                                                    | Nommé    |
| 2013  | 11es Starpics Thai Films Awards                     | Meilleur directeur artistique                                | Arkadech Kaewkotara                                                                       | Nommé    |
| 2013  | 11es Starpics Thai Films Awards                     | Meilleure bande sonore originale                             | Chatchai Pongpraphaphan, Hua Lampong Riddim                                               | Nommés   |
| 2013  | 11es Starpics Thai Films Awards                     | Film populaire                                               | Pee Mak                                                                                   | Lauréat  |
| 2014  | 23es Thailand National Film Association Awards (en) | Meilleur film                                                | Pee Mak                                                                                   | Nommé    |
| 2014  | 23es Thailand National Film Association Awards (en) | Meilleur réalisateur                                         | Banjong Pisanthanakun                                                                     | Nommé    |
| 2014  | 23es Thailand National Film Association Awards (en) | Meilleure actrice                                            | Davika Hoorne                                                                             | Nommée   |
| 2014  | 23es Thailand National Film Association Awards (en) | Meilleur acteur de second rôle                               | Pongsatorn Jongwilak                                                                      | Nommé    |
| 2014  | 23es Thailand National Film Association Awards (en) | Meilleur acteur de second rôle                               | Wiwat Kongrasri                                                                           | Nommé    |
| 2014  | 23es Thailand National Film Association Awards (en) | Meilleur acteur de second rôle                               | Nattapong Chartpong                                                                       | Nommé    |
| 2014  | 23es Thailand National Film Association Awards (en) | Meilleur metteur en scène                                    | Nontra Kumwong, Banjong Pisanthanakun, Chantavit Dhanasevi                                | Nommés   |
| 2014  | 23es Thailand National Film Association Awards (en) | Meilleurs effets techniques                                  | Narupon Sohkkanapituk                                                                     | Nommé    |
| 2014  | 23es Thailand National Film Association Awards (en) | Meilleur montage                                             | Tummarut Sumetsuppasok                                                                    | Nommé    |
| 2014  | 23es Thailand National Film Association Awards (en) | Meilleure bande sonore originale                             | Chatchai Pongpraphaphan, Hua Lampong Riddim                                               | Nommé    |
| 2014  | 23es Thailand National Film Association Awards (en) | Meilleur son                                                 | Kantana Sound Studio                                                                      | Nommé    |
| 2014  | 23es Thailand National Film Association Awards (en) | Meilleur directeur artistique                                | Arkadech Kaewkotara                                                                       | Lauréat  |
| 2014  | 23es Thailand National Film Association Awards (en) | Meilleur maquillage                                          | Pichet Wongjansom                                                                         | Nommé    |
| 2014  | 23es Thailand National Film Association Awards (en) | Meilleur costume                                             | Suthee Muanwaja                                                                           | Nommée   |
| 2014  | 23es Thailand National Film Association Awards (en) | Meilleurs effets spéciaux                                    | Oriental Post                                                                             | Nommé    |
| 2014  | Mthai Top Talk Awards                               | Top Talk About Movie                                         | Pee Mak                                                                                   | Lauréat  |
| 2014  | 22es Bangkok Critics Assembly Awards                | Meilleur film                                                | Pee Mak                                                                                   | Nommé    |
| 2014  | 22es Bangkok Critics Assembly Awards                | Meilleur réalisateur                                         | Banjong Pisanthanakun                                                                     | Nommé    |
| 2014  | 22es Bangkok Critics Assembly Awards                | Meilleur acteur                                              | Mario Maurer                                                                              | Nommé    |
| 2014  | 22es Bangkok Critics Assembly Awards                | Meilleur acteur de second rôle                               | Wiwat Kongrasri                                                                           | Nommé    |
| 2014  | 22es Bangkok Critics Assembly Awards                | Meilleur metteur en scène                                    | Nontra Kumwong, Banjong Pisanthanakun, Chantavit Dhanasevi                                | Nommés   |
| 2014  | 22es Bangkok Critics Assembly Awards                | Meilleur montage                                             | Tummarut Sumetsuppasok                                                                    | Nommé    |
| 2014  | 22es Bangkok Critics Assembly Awards                | Meilleurs effets techniques                                  | Narupon Sohkkanapituk                                                                     | Nommé    |
| 2014  | 22es Bangkok Critics Assembly Awards                | Meilleur directeur artistique                                | Arkadech Kaewkotara                                                                       | Nommé    |
| 2014  | 22es Bangkok Critics Assembly Awards                | Meilleure bande sonore originale                             | Chatchai Pongpraphaphan, Hua Lampong Riddim                                               | Lauréat  |
| 2014  | 22es Bangkok Critics Assembly Awards                | Film le plus répugnant de l'année                            | Pee Mak                                                                                   | Lauréat  |
| 2014  | Prix des Neuf fièvres                               | Fièvre pour un film thaïlandais                              | Pee Mak                                                                                   | Lauréat  |
| 2014  | The BK Film Awards                                  | Meilleure actrice                                            | Davika Hoorne                                                                             | Lauréate |
| 2014  | The BK Film Awards                                  | Meilleur acteur de second rôle                               | Kantapat Permpoonpatcharasuk, Nattapong Chartpong, Wiwat Kongrasri & Pongsatorn Jongwilak | Lauréats |
| 2014  | 11es Kom Chad Luek Awards                           | Meilleur acteur de second rôle                               | Pongsatorn Jongwilak                                                                      | Nommé    |
| 2014  | 11es Kom Chad Luek Awards                           | Meilleur réalisateur                                         | Banjong Pisanthanakun                                                                     | Nommé    |
| 2014  | 11es Kom Chad Luek Awards                           | Film le plus populaire                                       | Pee Mak                                                                                   | Nommé    |
| 2014  | 4e Thai Film Director Association                   | Meilleur film                                                | Pee Mak                                                                                   | Lauréat  |
| 2014  | 4e Thai Film Director Association                   | Meilleur réalisateur                                         | Banjong Pisanthanakun                                                                     | Lauréat  |
| 2014  | Prix Kazz                                           | Film de l'année                                              | Pee Mak                                                                                   | Lauréat  |
| 2014  | Prix Kazz                                           | Acteur le plus populaire                                     | Mario Maurer                                                                              | Nommé    |
| 2014  | Prix Kazz                                           | Superstar homme de l'année                                   | Mario Maurer                                                                              | Nommé    |
| 2014  | Prix Kazz                                           | Actrice la plus populaire                                    | Davika Hoorne                                                                             | Nommée   |
| 2014  | Prix Kazz                                           | Superstar femme de l'année                                   | Davika Hoorne                                                                             | Nommée   |
| 2014  | Prix Nine Entertain                                 | Film de l'année                                              | Pee Mak                                                                                   | Nommé    |
| 2014  | Prix Nine Entertain                                 | Acteur de l'année                                            | Mario Maurer                                                                              | Lauréat  |
| 2014  | Prix Nine Entertain                                 | Équipe la plus créative de l'année - Le metteur en scène     | Nontra Kumwong, Banjong Pisanthanakun, Chantavit Dhanasevi                                | Nommés   |
| 2014  | Prix Nine Entertain                                 | Équipe la plus créative de l'année - Le directeur artistique | Arkadech Kaewkotara                                                                       | Nommé    |
| 2014  | Prix Daradaily The Great                            | Film de l'année                                              | Pee Mak                                                                                   | Lauréat  |
| 2014  | Prix Daradaily The Great                            | Meilleur acteur de film de l'année                           | Mario Maurer                                                                              | Lauréat  |
| 2014  | Prix Daradaily The Great                            | Meilleure actrice de film de l'année                         | Davika Hoorne                                                                             | Lauréate |
| 2015  | 2es ASEAN International Film Festival and Awards    | Prix spécial du jury                                         | Pee Mak                                                                                   | Lauréat  |

## Postérité
Si l'on excepte les deux grandes fresques historiques de Chatrichalerm Yukol (La Légende de Suriyothai et les 6 films sur le roi Naresuan), Pee Mak est le plus grand succès au box-office de l'histoire du cinéma thaïlandais : c'est le premier film à avoir attiré plus de 10 millions de spectateurs en Thaïlande.
Le film a été adapté en tamil dans Bayama Irukku (en) (2017).